# Esercito dell'elettorato di Magonza
L'esercito dell'elettorato di Magonza (in tedesco ufficialmente Kurmainzische Armee), è stato l'esercito dell'elettorato di Magonza dal XVII secolo al 1803.

## Storia

### Dalle origini al Settecento
Come tutti gli stati imperiali, anche l'elettorato di Magonza ricevette il diritto di possedere un proprio, piccolo esercito permanente con la pace di Vestfalia, anche se le origini di una prima forza armata stabile al servizio dei principi-elettori locali viene fatta risalire al regno dell'arcivescovo Johann Schweikhard von Kronberg, e fu realizzata poi nella sua forma definitiva sotto il regno dell'arcivescovo Johann Philipp von Schönborn.
L'esercito elettorale di Magonza venne coinvolto nelle battaglie della Guerra di successione del Palatinato. Quando 20 000 soldati francesi si avvicinarono alla fortezza di Magonza nel 1688, si trovarono di fronte appena 700-800 uomini dell'esercito dell'elettorato, la cui resistenza fu inutile e venne risolta con un semplice passaggio di consegne. Dopo aver faticosamente riconquistato la fortezza, l'arcivescovo di Magonza si rese conto che era necessario aumentare il numero delle truppe a sua disposizione per prepararsi ad ulteriori futuri attacchi. Nel 1691 il numero delle truppe dell'esercito di Magonza venne portato a 3 176 e nel 1694 a 2 400 uomini. Malgrado quest'ultima riduzione, in breve l'amministrazione dell'elettorato si accorse che le spese di mantenimento di un esercito stabile erano davvero molto alte per le proprie casse (ogni anno il costo era di 1 500 000 talleri), che già dovevano sostenere i costi per l'ampliamento della fortezza.
Dopo la pace di Rijswijk del 1697, l'esercito permanente venne drasticamente ridotto al punto da essere quasi sciolto. Dopo la fine della guerra di successione spagnola nel 1713, l'esercito venne invece riformato. Se fino alla metà del XVIII secolo l'esercito di Magonza era reclutato quasi esclusivamente su base mercenaria, l'arcivescovo Johann Friedrich Karl von Ostein fu il primo a introdurre un sistema di coscrizione simile a quello applicato dalla Prussia. Come presso l'esercito prussiano, si poteva essere esentati in particolare se appartenenti all'aristocrazia, motivo per cui il grosso era costituito da reclute provenienti dalla popolazione rurale. La ferma prefissata, però, a Magonza era stata fissata in quattro anni. A Magonza vennero istituiti tre reggimenti con sette compagnie ciascuno, con una forza nominale di circa 550 uomini. Ad Erfurt erano presenti 30 artiglieri e un quarto reggimento di fanteria. Si introdusse nel frattempo anche il genio, un corpo di ussari e uno di cacciatori. La guardia del corpo elettorale aveva una forza compresa tra 50 e 100 uomini, svolgendo però perlopiù funzioni di rappresentanza.
Tradizionalmente, l'esercito dell'elettorato di Magonza come quello di altri eserciti di entità cattoliche nel Sacro Romano Impero impiegava tra gli ufficiali i giovani rampolli delle principali famiglie aristocratiche. Lo stato maggiore era composto da un comandante generale, dal governatore militare della città e dalla fortezza di Magonza, da cinque feldmarescialli luogotenenti e da sette generali.
Nel XVIII secolo, Magonza era tenuta a fornire all'impero in caso di necessità un totale di 
2 591 fanti e 576 cavalieri.

### La guerra dei sette anni
Come parte dell'esercito imperiale, un reggimento dell'esercito elettorale di Magonza con quattro battaglioni sotto il comando del feldmaresciallo luogotenente barone Philipp Franz von Gudenus prese parte alla Guerra dei sette anni. La forza della guarnigione della fortezza di Magonza venne portata per questa esigenza a 1 200 uomini totali. vennero impiegati in tutto nel conflitto un reggimento di fanteria con 18 compagnie con 2 400 uomini, aumentati poi a 3 400 sotto il comando del conte Lamberg quando questi vennero prestati all'Austria in cambio di sussidi. Entrambi i reggimenti combatterono con successo a Praga, Hochkirch, Maxen e Dresda.
Dopo la fine della Guerra dei sette anni nel 1763, l'arcivescovo Emmerich Joseph von Breidbach zu Bürresheim decise di mantenere in forza un esercito di circa 4 000 uomini.

### Le guerre rivoluzionarie e la fine dell'esercito
Nel XVIII secolo Magonza rimase per la maggior parte neutrale nei vari conflitti che imperversarono in Europa, quindi il territorio non venne coinvolto in battaglie dirette. Questa situazione di apparente tranquillità mutò solo significativamente nel corso della Rivoluzione francese. L'elettore si ribellò all'avanzata dei francesi e subì una pesante sconfitta, principalmente per il fatto che l'esercito non era più abituato a un regime rigoroso di formazione, ma piuttosto a parate in occasione di feste o processioni cittadine. Su richiesta dell'Austria e per evitare ulteriori infiltrazioni dei francesi nel territorio imperiale, l'intera guarnigione della fortezza di Magonza venne inviata a Spira e sostituita da soldati imperiali, ma il 30 settembre 1792 le armate magontine vennero nuovamente sconfitte da quelle del generale Custine. Quando la città di Magonza venne assediata dall'esercito francese durante la guerra della prima coalizione anti-francese nell'ottobre del 1792, vi erano poco meno di 1 200 soldati nella capitale dell'elettorato. Non vi furono operazioni belliche degne di nota e dopo poco tempo una delle più importanti fortezze imperiali capitolò come richiesto dal generale francese.
La fine dello stato elettorale nel 1803 portò anche allo scioglimento del suo esercito. Dopo la fine dell'occupazione francese, il territorio di Magonza passò all'Assia-Darmstadt nel 1816.

## Fortezze
- Fortezza di Magonza: la fortezza elettorale di Magonza era considerata un'importante fortezza per tutto il Sacro Romano Impero e venne a più riprese ampliata ed estesa. Essa venne coinvolta nelle guerre contro Luigi XIV verso la fine del XVII secolo. Ad ogni modo l'apporto difensivo che l'esercito magontino fu in grado di dare alla fortezza fu sempre minimo (massimo 1 200 uomini), dal momento che secondo stime dell'epoca sarebbero stati necessari 18 000 uomini per difenderla accuratamente.
- Castello di Koenigstein
- Cittadella di Petersberg
- Cittadella di Cyriaksburg